# Збитково
Збитково (пол. Zbytkowo, нім. Bitterhof) — село в Польщі, у гміні Ліпно Ліпновського повіту Куявсько-Поморського воєводства.
Населення — 361 особа (2011).
У 1975-1998 роках село належало до Влоцлавського воєводства.

## Демографія
Демографічна структура станом на 31 березня 2011 року:
|          | Загалом | Допрацездатний вік | Працездатний вік | Постпрацездатний вік |
| -------- | ------- | ------------------ | ---------------- | -------------------- |
| Чоловіки | 172     | 40                 | 111              | 21                   |
| Жінки    | 189     | 55                 | 98               | 36                   |
| Разом    | 361     | 95                 | 209              | 57                   |